# 칼만 (헝가리)

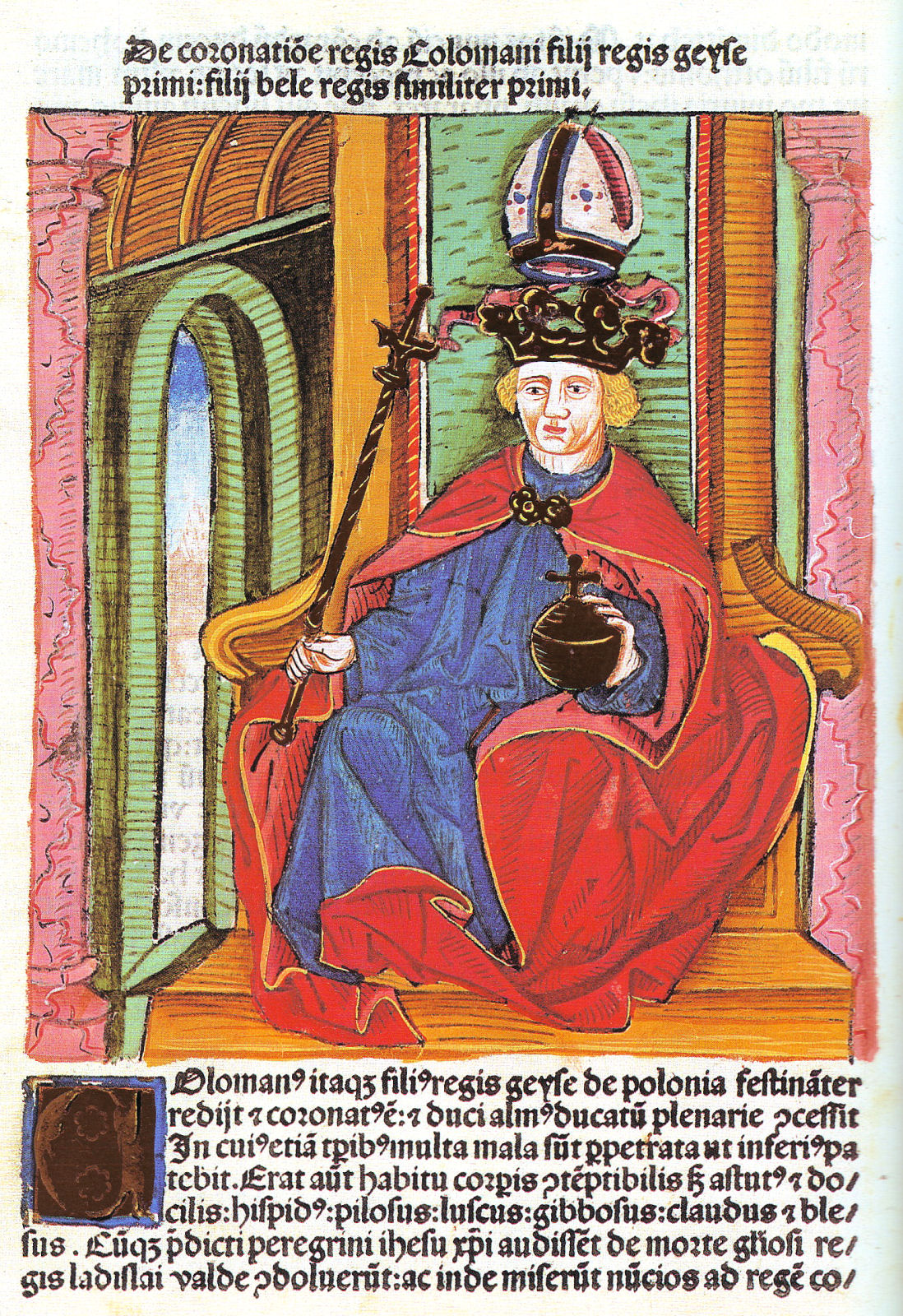
1488년에 출간된 《헝가리 연대기》에 묘사된 칼만

칼만(헝가리어: Kálmán, 슬로바키아어: Koloman 콜로만, 크로아티아어: Koloman 콜로만, 1070년경 ~ 1116년 2월 3일)은 헝가리의 국왕(재위: 1095년 ~ 1116년)이자 크로아티아의 국왕(재위: 1097년 ~ 1116년)으로 아르파드 왕조 출신이다. 책을 읽는 것을 좋아했기 때문에 애독왕 칼만(헝가리어: Könyves Kálmán 쾨니베시 칼만[*], 슬로바키아어: Koloman Učený 콜로만 우체니)이라는 별칭으로 부르기도 한다.

## 생애

### 어린 시절
칼만은 게저 1세와 그의 첫 번째 아내인 소피(Sophie, 에모 판 룬 백작의 딸)의 장남으로 태어났다. 1077년 4월에 게저 1세가 사망한 이후에 왕의 아들보다 나이가 많은 왕가의 연장자가 왕위를 계승한다는 헝가리 왕가의 규정에 따라 게저 1세의 동생이었던 라슬로 1세가 헝가리의 국왕으로 즉위하게 된다. 칼만은 자신의 동생인 알모시(Álmos) 공작과 함께 삼촌의 궁중에서 성장하게 된다.
칼만의 삼촌인 라슬로 1세는 자녀로 딸 피로슈커(Piroska, 헝가리의 이리니) 왕녀만 두었을 뿐 아들은 없었다. 이 때문에 라슬로 1세는 알모시를 자신의 후계자로 여겼고 칼만이 로마 가톨릭교회 주교가 되기를 원했다. 이를 계기로 칼만은 왕세자 시절에 로마 가톨릭교회 성직자의 전통을 따르는 교육을 받게 된다.
14세기부터 15세기 사이에 작성된 헝가리 연대기에 따르면 칼만은 라슬로 1세 국왕으로부터 에게르(Eger) 또는 너지바러드(Nagyvárad, 현재의 루마니아 오라데아) 주교로 활동했다고 한다. 칼만은 1095년에 자신의 삼촌이었던 라슬로 1세가 알모시를 자신의 공식적인 후계자로 결정했다는 소식을 듣고 폴란드로 도망쳤지만 폴란드 귀족들의 지원을 통해 헝가리로 귀환하게 된다.
칼만은 1095년 7월 29일에 사망한 라슬로 1세의 뒤를 이어 헝가리의 국왕으로 즉위하게 된다. 알모시는 왕위 계승과 관련된 유혈 사태를 피하기 위해 자신의 형이었던 칼만이 헝가리의 국왕으로 즉위하는 것에 동의했다. 칼만은 1096년 초반에 대관식을 거행했다.

### 십자군과의 갈등
칼만은 헝가리의 국왕에 즉위한 이후에 헝가리를 경유하는 십자군 문제에 직면했다. 1096년 5월 고티에 생자부아의 십자군 부대는 평화적으로 헝가리를 경유했지만 제문 요새를 점령하고 약탈을 자행했다. 이에 칼만은 무장한 군인들을 파견하여 생자부아의 십자군 부대를 정벌했다. 뒤를 이어 헝가리를 경유한 은자 피에르의 십자군 부대는 제문 인근까지 진격했다가 퇴각했다.
십자군을 지휘하고 있던 고드프루아 드 부용은 1096년 9월에 헝가리 쇼프론에서 칼만을 만났고 십자군의 헝가리 경유 문제에 관한 협상을 진행했다. 고드프루아 드 부용은 칼만과의 협상을 통해 자신이 지휘하는 십자군 부대가 평화적으로 도나우강을 경유하겠다는 약속을 받아냈다.

### 크로아티아 정복
칼만은 1097년에 교황과의 동맹 관계를 수립하기 위해 시칠리아의 루제로 1세(Ruggero I) 백작의 딸인 펠리치아(Felicia)와 결혼했다. 또한 크로아티아의 명목상 국왕을 자처하던 영주인 페타르 스바치치(Petar Svačić)와의 그보즈드산(Gvozd) 전투에서 승리하면서 크로아티아를 정복했다. 1102년에는 크로아티아의 귀족들이 헝가리의 칼만 국왕을 크로아티아의 국왕으로 인정하는 조약을 체결하면서 크로아티아-헝가리 동군연합 관계가 수립되었으며 칼만은 비오그라드나모루에서 크로아티아의 국왕으로 즉위하게 된다.
칼만은 1105년에 달마티아를 침공하면서 아드리아해로 세력을 확장하기를 원했다. 칼만이 이끄는 헝가리 군대는 달마티아에서 중대한 영향력을 갖고 있던 도시인 자다르를 포위했다. 헝가리 군대의 자다르 포위전은 트로기르 주교가 헝가리의 칼만 국왕과 헝가리의 통치권을 인정한 달마티아 주민들과의 조약이 수립될 때까지 지속되었다. 헝가리 군대는 스플리트, 트로기르, 시베니크를 정복하면서 달마티아를 정복했다. 또한 헝가리 해군 함대는 브라치섬, 츠레스섬, 크르크섬, 라브섬을 비롯한 크바르네르만 연안의 섬들을 정복했다.
칼만은 달마티아의 여러 마을들에 자유 헌장을 부여하면서 달마티아에 대한 충성도를 높이려고 했다. 이 헌장에는 달마티아의 주민들이 마을의 주교를 자유롭게 선출할 수 있는 권리, 군주에게 지불해야 할 공물을 면제받을 권리를 부여했다. 1108년에는 칼만이 "헝가리인과 크로아트인과 달마티아인의 왕"이라는 칭호를 받았다는 최초의 기록이 등장하게 된다.

### 형제와의 갈등
1105년 칼만이 자신의 아들인 이슈트반(István, 이슈트반 2세)을 왕세자로 임명하자 칼만의 동생인 알모시 공작이 무장 반란을 일으켰다. 알모시 공작은 신성 로마 제국의 황제였던 하인리히 5세에게 헝가리를 침공해 줄 것을 요구했지만 하인리히 5세는 신성 로마 제국에서 일어난 왕위 계승 분쟁을 이유로 거절했고 알모시 공작은 1106년에 헝가리로 귀환하게 된다.
1108년에는 알모시 공작이 거룩한 땅 순례에 나섰다. 칼만은 거룩한 땅을 자신이 소유한 영지로 만들었다. 한편 알모시 공작은 파사우를 떠나 신성 로마 제국의 하인리히 5세 황제와 회담을 가졌다. 알모시 공작의 요청을 받은 하인리히 5세 황제는 1108년 9월에 포조니(Pozsony, 현재의 슬로바키아 브라티슬라바)를 포위했다. 보헤미아 군대 또한 헝가리의 알모시 공작을 지원하기 위해 도나우강 이북 지대를 침공했다.
칼만은 폴란드의 볼레스와프 3세 국왕과 함께 보헤미아의 스바토플루크 공작을 지원하면서 보헤미아의 브르제티슬라프 2세 공작에 대항해 나갔고 보헤미아 군대는 헝가리에서 철수하게 된다. 한편 칼만의 지원을 받은 폴란드의 볼레스와프 3세는 즈비그니에프와의 전투에서 승리하면서 폴란드의 국왕으로 복위하게 된다. 1111년에는 니트러(Nyitra, 현재의 슬로바키아 니트라)에 주교령을 설립했다.
칼만은 1112년 여름에 키예프 대공국의 블라디미르 2세 모노마흐 대공의 딸인 옙피미야와 결혼했지만 1113년경에 옙피미야의 간통 행위가 발각되자 옙피미야와 이혼하게 된다. 키예프로 추방된 옙피미야는 보리스(Borisz)라는 아들을 낳았지만 칼만은 보리스를 자신의 아들로 인정하지 않았다. 1114년경에는 알모시 공작과 벨러(Béla, 알모시 공작의 아들인 벨러 2세)를 장님으로 만들었다.

## 사진

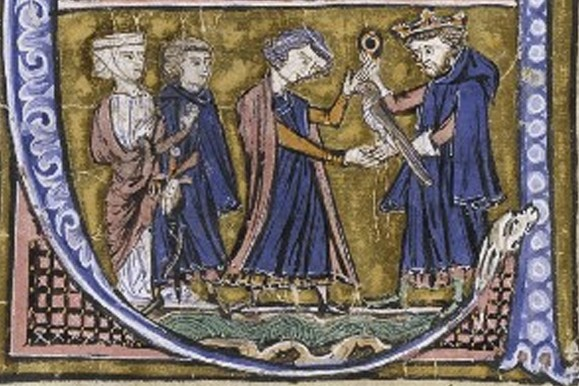
칼만 국왕이 고드프루아 드 부용과 협상을 갖고 있는 모습을 묘사한 그림
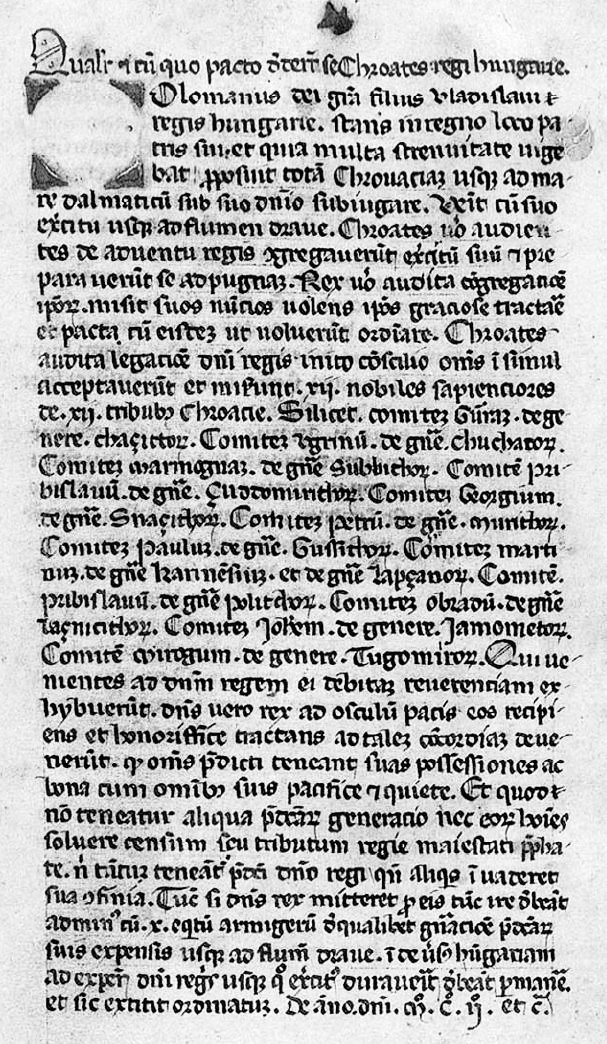
1102년 헝가리의 칼만 국왕과 크로아티아의 귀족들 사이에 체결된 조약의 14세기 필사본
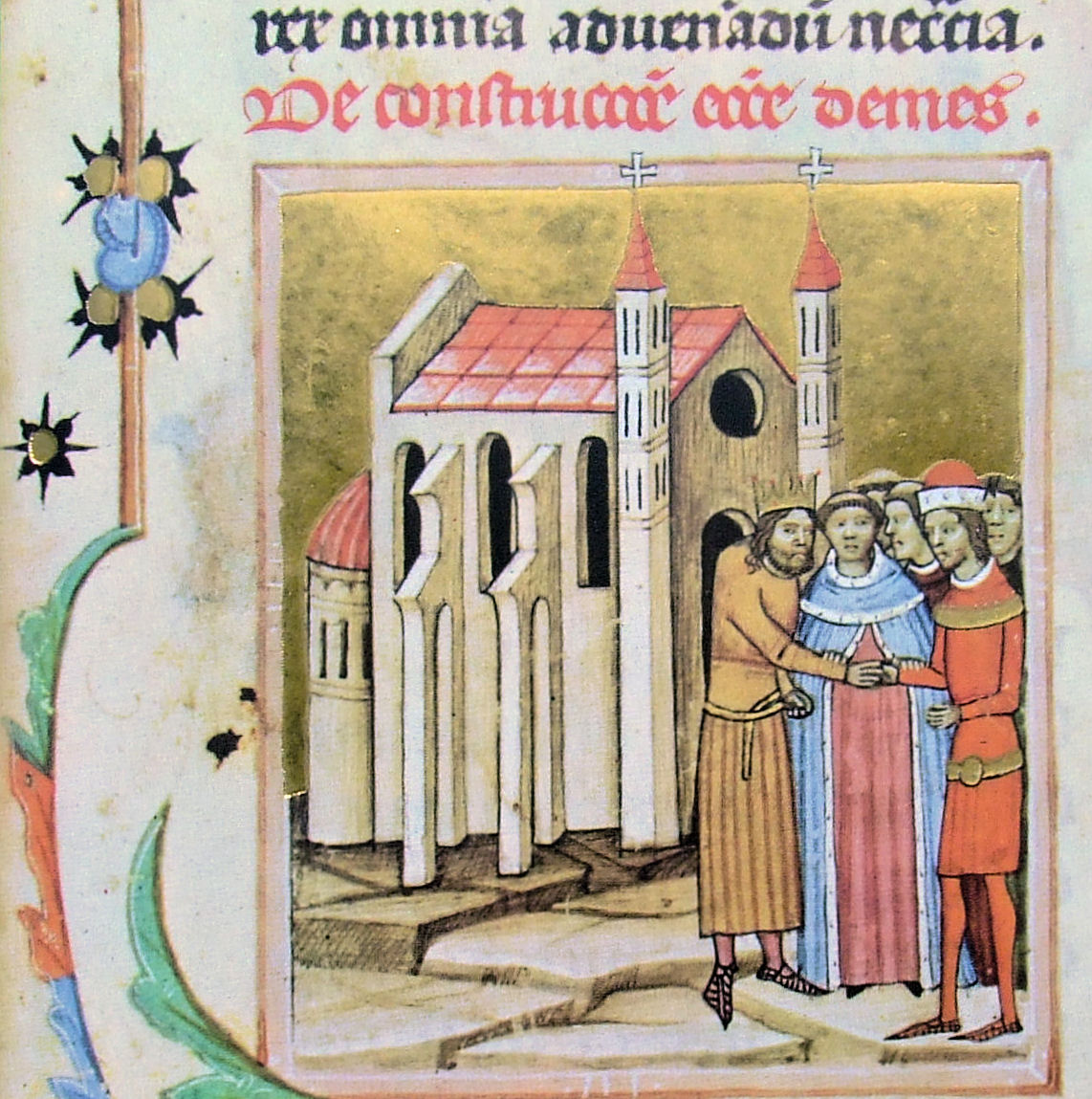
칼만 국왕과 알모시 공작 형제가 되뫼시(Dömös) 수도원에서 화해하는 모습을 묘사한 그림